# سید روح‌الله صدرالساداتی
سید روح‌الله صدرالساداتی (زاده ۱۳۶۲ در یزد) روحانی شیعه ایرانی و نماینده استان هرمزگان در دوره پنجم مجلس خبرگان رهبری بوده‌است.

## تحصیل
صدرالساداتی متولد قم است و تحصیلات خود را در حوزهٔ علمیهٔ قم زیر نظر افرادی از جمله سید محمدرضا مدرسی یزدی و سید محمود هاشمی شاهرودی تا مرحله اجتهاد گذرانده‌است.

## مجلس خبرگان
او ابتدا از حوزهٔ انتخابیه استان یزد نامزد شده بود ولی سپس حوزهٔ خود را به استان هرمزگان تغییر داد. در پنجمین دوره انتخابات مجلس خبرگان رهبری وی با غلبه بر غلامعلی نعیم‌آبادی، نماینده وقت هرمزگان و امام جمعه وقت بندرعباس، به مجلس خبرگان رهبری راه یافت و تبدیل به جوان‌ترین عضو این مجلس شد.

## مفقودی
در ۱۳ شهریور ۱۳۹۸، خبر مفقودی سید روح‌الله صدرالساداتی به همراه سه نفر دیگر از جمله دو برادرش، جنجال آفرید. این افراد قصد حرکت به سمت فرودگاه و سفر به بندرعباس را داشته‌اند ولی این سفر هرگز انجام نشد و آن‌ها نزدیک به سه روز مفقود بودند. در این مدت، فرضیه‌های مختلفی از جمله دستگیری توسط نیروهای امنیتی، ربایش و اختفای اختیاری مطرح شد. پس از مفقود شدن او و همراهانش، دبیرخانه مجلس خبرگان رهبری، محمود صادقی نماینده مجلس شورای اسلامی
و بهرام سرمست استاندار قم از پیگیری موضوع خبر دادند.
دادگاه ویژه روحانیت و سخنگوی قوه قضائیه، هر گونه بازداشت صدرالساداتی را تکذیب کردند.
امیرآبادی فراهانی نماینده قم در مجلس اعلام کرد آن‌ها در قم هستند و زندگی عادی خودشان را دارند!
مجتبی ذوالنوری، نماینده قم و رئیس کمیسیون امنیت ملی مجلس اعلام کرد آن‌ها به خواست خودشان در یک خانه در قم مخفی شده‌اند و تلفن‌های خود را خاموش کرده‌اند و هر گونه برخورد قضائی را تکذیب کرد. مطابق گزارش‌ها همسر او پس از گم شدن صدرالساداتی به پلیس مراجعه کرد اما از آنها پاسخ شنیده که موارد امنیتی ربطی به فرماندهی انتظامی ندارد.
سرانجام پس از سه روز، سید مهدی صدرالساداتی، برادر سید روح‌الله صدرالساداتی در صفحه اینستاگرام خود ضمن تکذیب صحبت‌های نمایندگان قم در مجلس، اظهار کرد که نه در قم مشغول زندگی عادی خود است و نه در اختفا به سر می‌برد.
پس از این حادثه، سید روح‌الله صدرالساداتی در بیانیه‌ای از تهدید به مرگ در صورت انجام این سفر، ممانعت از برگزاری کلاس‌های درس، تهمت و شایعه‌پراکنی، فشار و تهدید خانواده و دوستان، تهدید به دستگیری و زندان و ممانعت از سخنرانی توسط نیروهای امنیتی به‌شدت گلایه کرد. وی گفت که بارها توسط اطلاعات سپاه تهدید به مرگ شده و بابت همین نیز تصمیم گرفته به جای سفر به حوزه انتخابی اش به جای خلوتی دور از انظار برود.